# Chaim Engel
Chaim Engel (* 10. Januar 1916 in Brudzew, Polen; † 4. Juli 2003 in New Haven, Connecticut) wurde mit seinem Bruder und weiteren 2000 Juden in einem Häftlingstransport in das  Vernichtungslager Sobibór deportiert, wo er am 6. November 1942 ankam. Chaim Engel war aktiv am bewaffneten Aufstand von Sobibór beteiligt.

## Leben
Chaim Engel war der Sohn von Shmuel and Freida.
Chaim Engel wurde mit 27 Häftlingen nicht in die Gaskammern getrieben, sondern zur Arbeit ausgesucht. Im Lager arbeitete er in der Kleidersortierkammer, wo der Besitz der Opfer zu Bündeln mit je 25 Kleidungsstücken sortiert wurde. In der Kleiderbaracke wurde streng darauf geachtet, dass keine aufgenähten Zeichen (Judensterne, Namensschilder) auf der Bekleidung der Opfer verblieben. Dort lernte er Sartje (Selma) Wijnberg kennen (15. Mai 1922 in Groningen – 4. Dezember 2018 in East Haven (Connecticut)), die später seine Frau wurde. Er weihte sie in die Fluchtpläne ein. Chaim Engel war eine Zeitlang Blockleiter in der Frauenbaracke im Lager I. Zeitweise arbeitete er im Bahnhofskommando, wo die Häftlinge gezwungen wurden, ihre Kleidung vor dem Betreten der Gaskammer abzulegen, und er war in der Haarschneidebaracke eingeteilt, in der den Frauen die Haare vor ihrer Vergasung abgeschnitten wurden.
Im Aufstand von Sobibór am 14. Oktober 1943 tötete er gemeinsam mit dem Kapo Pożyczki die SS-Männer Rudolf Beckmann und Thomas Steffl und konnte fliehen.
Chaim Engel und Sartje (Selma) Wijnberg, die in der Sortierbaracke und im Waldkommando arbeitete, zählten zu den 47 Überlebenden des Vernichtungslagers Sobibór bei Kriegsende. Selma und Ursula Engel waren die einzigen niederländischen Frauen, die den Transport der Juden von Westerbork nach Sobibór und den Aufstand überlebten.
Am 23. Juni 1944 wurden Chaim Engel und Selma Wijnberg von der Roten Armee bei Chełm befreit. Über Odessa und Marseille reisten sie in die Niederlande, wo sie heirateten und in Zwolle lebten. Von Zwolle aus emigrierten sie nach Israel und später in die USA.
Während des Sobibór-Prozesses sagte Engel aus, dass Lagerkommandant Karl Frenzel den Zahnarzt Besler erschossen habe.
Die Berichte von Chaim Engel bildeten die Basis des Fernsehfilms Flucht aus Sobibor (Escape from Sobibor) von 1987 von Jack Gold mit Rutger Hauer, Alan Arkin und Joanna Pacuła.